# 日米紳士協約
日米紳士協約（にちべいしんしきょうやく、英: Gentlemen's Agreement of 1907）は、日本が米国への新規移民を認めず、米国が日本からの移民に制限を課さないという、アメリカ合衆国と日本の間の非公式な協定であった。その目的は、1907年の太平洋岸の人種差別や公立学校での日本人生徒の隔離に伴うような、太平洋の2国間の緊張を緩和することであった。この協定は公式の協定ではなかったので、合衆国議会で議決されることはなかった。1924年に制定された移民法に取って代わられた。 

## 背景
1852年のゴールドラッシュで中国からの移民は急増したが、日本政府の厳しい鎖国政策により、日本からの移民は阻まれた。1868年になって日本政府の規制が緩和され、日本人移民が始まった。1885年、当時独立国であったハワイ王国に最初の日本人労働者が渡った。日本からの移民の多くは、アメリカでの永住を希望し、家族単位で来米していた。日本人移民は、服装などアメリカの社会的規範に同化していった。多くはメソジスト教会や長老派教会に入信した。
その後次第カリフォルニアに日本人人口が増えるにつれ、彼らは日本から侵入する口実として疑いの目を向けられるようになった。1905年には、日系人はチャイナタウンだけでなくアメリカ全土の至る所に住むようになり、『クロニクル』紙には反日的な記事がよく見られるようになった。この年、日本・朝鮮人排斥同盟が設立され、次の3つの政策を推進することになった。
1. 中国人排斥法の日本人、朝鮮人への適用拡大。
2. 日本人従業員の排除、日本人を雇用している企業への圧力。
3. 教育委員会に、日本人と白人の子供を隔離するよう圧力をかける。[4]

このように反日感情が高まっていたが、日本は1905年の日露戦争でロシアに決定的な勝利を収めて以来、対等な扱いを要求するようになった。その結果、1907年末から1908年初めにかけて、日米間で交わされたのがこの協定である。この協定の直接的な原因は、先述のカリフォルニアにおける人種差別にあった。実際、1906年にサンフランシスコの教育委員会は、日系人の子供たちを別々の学校に通わせるという規則を可決していた。ただアメリカ政府は排斥運動のエスカレートを快くは思ってなかった。結局この協定で日本は、アメリカ大陸で働く日本人のパスポートを発行しないことに合意し、日本からアメリカへの新規移民を事実上排除することになった。その代わりに、アメリカはすでに居住している日本人移民の存在を受け入れること、妻や子供、両親の移民を許可すること、カリフォルニアやサンフランシスコの学校における日系アメリカ人の子供に対する法的差別を回避することに同意した。非公式に認められたのは日本においては、中国人排斥法のような法案を米国に通させたくないという思惑があったのと、アメリカにおいては日本に好意的だったセオドア・ルーズベルト大統領が、日本を刺激するような正式な移民規制を避けたかったからである。アメリカは日本が提案した協定を受け入れ、協定はその後1924年の排日移民法まで、非公式ながら認められ続けた。